# MC Millaray
Millaray Jara Collío, de nombre artístico MC Millaray, es una rapera mapuche chilena.

## Biografía
MC Millaray creció en la población La Pincoya en la comuna de Huechuraba, con sus padres Alexis Jara y Claudia Collío, ambos raperos, y su hermano y su hermana menores.
Desde los cinco años Millaray ha creado sus propias rimas y canciones: "aprendía palabras y las rapeaba", afirmó.
En 2019, compuso una canción para la Red por la Defensa de la Infancia Mapuche y es su vocera desde esa fecha.
En 2020 participó en el episodio 2 de la serie de TVN Chile Somos los niños. En el mismo año estrenó Rebelión de octubre con Ana Tijoux, al conmemorarse un año del estallido social en Chile.
En 2022 se presentó en el Climate Week en Nueva York junto con otros artistas invitados de diversas partes del mundo. Ese mismo año fue parte del Festival Arte y Memoria Víctor Jara. Hizo también campaña para aprobar la nueva constitución.
Reconocida internacionalmente por los medios como una activista por los derechos mapuches, a través de sus rimas intenta reflejar los pesares y deseos de su pueblo. En sus letras denuncia las "injusticias medioambientales", pide proteger la inocencia de los niños, honra a los "mapuches caídos", y pide la vuelta de los mapuches a sus tierras, bajo el concepto del "Wallmapu".

## Discografía
- 2022 - Mi ser mapuche
- 2022 - Zomo Newen
- 2020 - Rebelión de octubre con Anita Tijoux.